# Qodir Gʻulomov

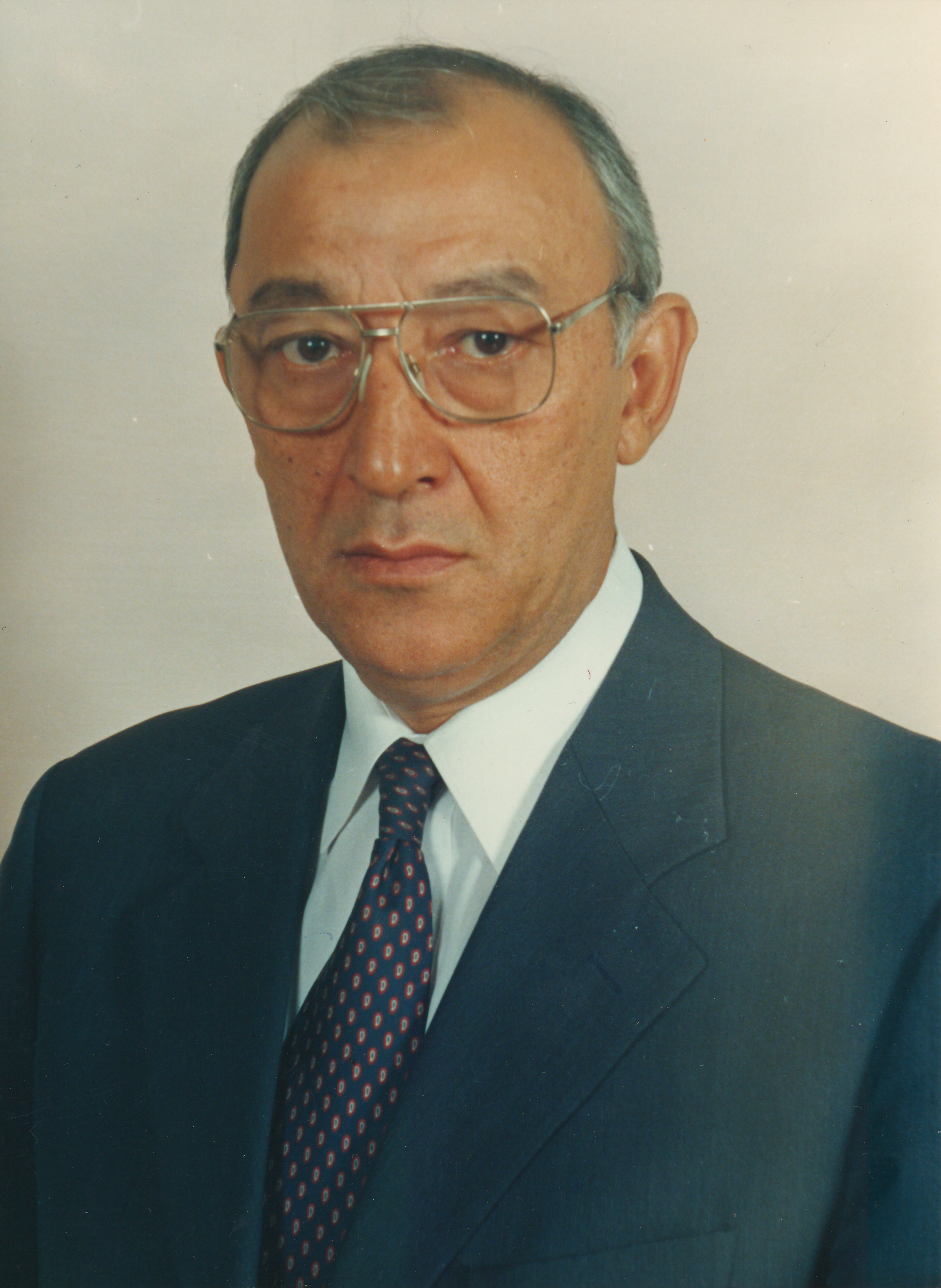
Qodir Gʻulomov (2015)

Qodir Gʻafurovich Gʻulomov (russisch Кадыр Гафурович Гуламов Kadyr Gafurowitsch Gulamow; * 17. Februar 1945 in Taschkent) ist ein usbekischer Politiker, der usbekischer  Verteidigungsminister war. Bis heute war er der erste und einzige zivile Leiter eines usbekischen Militärressorts.

## Leben
Im Jahr 1963 begann er sein Studium an der Nationalen Universität Usbekistan, bevor er 1968 an die Akademie der Wissenschaften Usbekistans geschickt wurde. In den darauffolgenden 30 Jahren arbeitete er als Beamter in der Akademie und wurde 1999 zum wissenschaftlichen Chefsekretär ernannt. Im selben Jahr übernahm er seine erste Regierungsposition, als er zum stellvertretenden Verteidigungsminister und Rektor der Akademie der Streitkräfte Usbekistans ernannt wurde. Im Mai 1999 wurde er in die usbekische Armee einberufen und durch einen präsidialen Erlass zum Oberst befördert. Er wurde im Jahr 2000 zum ersten zivilen Verteidigungsminister des Landes ernannt und gleichzeitig zum Staatsberater des Präsidenten Islom Karimov. Im Jahr 2005 wurde er von diesem Posten entlassen und ist seit 2006 leitender Forscher der Physics-Sun Association. Am 15. November 2005, drei Tage vor seiner Entlassung, veröffentlichte die Europäische Union eine Liste von 12 hochrangigen usbekischen Beamten, die für ein Jahr nicht in EU-Mitgliedstaaten einreisen durften, eine Liste, zu der auch Gʻulomov gehörte. Dies geschah als Reaktion auf die Niederschlagung der Proteste in Andijon im Mai.

### Arbeit als Verteidigungsminister
Seine Ernennung war Teil der Pläne, „zivile Kontrolle über militärische Strukturen innerhalb des Staates zu etablieren“, so der Sekretär des Nationalen Sicherheitsrates. Unter seiner Führung spielte das Verteidigungsministerium eine stärker administrative Rolle, während die Armeekommandeure die Verantwortung für militärische Operationen übernahmen. Er gründete im Jahr 2004 das Zentrum für Simulation und Modellierung der Streitkräfte. Er leitete die usbekische militärische Zusammenarbeit mit den Vereinigten Staaten nach den Anschlägen vom 11. September und dem Beginn des globalen Kriegs gegen den Terrorismus.

## Wissenschaftliche Tätigkeit
In seiner wissenschaftlichen Karriere führte er eine kritische Analyse einer Reihe theoretischer Ansätze zu den Prozessen der Kernspaltung durch. Auf Initiative von Gʻulomov wurde im Jahr 1993 das Institut für Materialwissenschaften der Akademie der Wissenschaften Usbekistans gegründet, und im Jahr 1995 entstand das usbekische Wissenschafts- und Bildungsnetzwerk UZSCINET. Im Jahr 1997 und 2010 machte er einen Vorschlag zur Gründung eines Internationalen Zentrums für Solarenergie in Taschkent. Er veröffentlichte über 300 wissenschaftliche Beiträge, die größtenteils in internationalen Fachzeitschriften veröffentlicht wurden.

## Auszeichnungen
- Staatlicher Preis der Usbekischen SSR im Bereich Wissenschaft und Technologie, benannt nach Al-Bīrūnī (1983)
- Medaille des Oliy Majlis „Mustakillik“ (1992)
- Orden Shon-Sharaf II. Klasse (2003)[9]